# 4902 Thessandrus
4902 Thessandrus је Јупитеров тројански астероид чија средња удаљеност од Сунца износи 5,209 астрономских јединица (АЈ).
Апсолутна магнитуда астероида је 9,6.